# Rhoda Wise
Rhoda Wise (22 de fevereiro de 1888 – 7 de julho de 1948) foi uma estigmatizada católica americana e mística de Canton, Ohio (originalmente na Diocese Católica Romana de Cleveland e agora parte da Diocese de Youngstown). Entre 1939 e sua morte em 1948, Wise relatou ter tido visões regulares de Jesus Cristo e Santa Teresa de Lisieux em sua casa em Cantão. Wise foi associada a uma série de curas repentinas e inexplicáveis, incluindo a cura de Madre Angélica, a fundadora da rede de televisão católica EWTN, de uma doença estomacal dolorosa. Em 2016, o Bispo George V. Murry, da Diocese de Youngstown, declarou Wise uma Serva de Deus como um primeiro passo para sua possível canonização como santa da Igreja Católica Romana.

## Vida
Rhoda Wise nasceu como Rhoda Greer em 22 de fevereiro de 1888, em Cadiz, Ohio, filha do pedreiro Eli Greer e sua esposa Anna, a sexta de seus oito filhos. Quando ela tinha dois anos, a família Greer mudou-se para Wheeling, West Virginia, onde ela foi criada como protestante. Em 1915, ela se casou com Ernest Wissmar e mudou-se com ele para Canton, Ohio, onde Wissmar morreu repentinamente de hemorragia cerebral seis meses depois. Ela então se casou com George Wise em 1917, e o casal continuou a morar na área de Canton e adotou duas filhas, uma das quais morreu na infância. George Wise era alcoólatra e mudava de emprego com frequência, resultando em dificuldades financeiras e constrangimento para a família. A família Wise morava em sete endereços diferentes; no início da década de 1930, eles ocupavam uma casa de três cômodos, uma "cabana da depressão", perto do lixão da cidade de Canton.
No início dos anos 1930, Rhoda Wise desenvolveu sérios problemas de saúde, incluindo um cisto ovariano de 39 libras que teve de ser removido cirurgicamente e um pé quebrado que não cicatrizou adequadamente e fez com que ela sofresse dores e dificuldade para andar. Ela foi hospitalizada com frequência e foi submetida a uma série de operações de problemas abdominais e nos pés. No final de 1933, ela foi internada por um breve período no hospital psiquiátrico estadual por seu marido, onde foi diagnosticada com psicose pós-operatória decorrente de suas cirurgias. Ela passou dois períodos separados de quatorze dias no hospital psiquiátrico antes de receber alta quando sua condição melhorou. Durante uma estada em 1936 em um hospital de Cantão operado pelas Irmãs da Caridade de Santo Agostinho, Wise fez amizade com algumas das irmãs, que a ensinaram a rezar o Rosário e lhe falaram sobre Santa Teresa de Lisieux. Wise começou a rezar regularmente a Santa Teresinha, e também se tornou devotada ao Sagrado Coração de Jesus. Em dezembro de 1938, Wise decidiu se converter ao catolicismo e foi recebido na Igreja Católica em janeiro de 1939.
Em maio de 1939, Wise foi diagnosticada com câncer de estômago incurável, recebeu alta do hospital e foi enviado para casa para morrer. Segundo Wise, ela experimentou uma aparição de Jesus Cristo em 28 de maio de 1939, em sua casa, durante a qual Jesus lhe disse que voltaria com Santa Teresa no mês seguinte, 28 de junho. Wise relatou que Jesus e Santa Teresinha apareceram em 28 de junho e, durante a visita, curaram Wise de seu câncer de estômago, incluindo a cura de uma grande ferida aberta em seu abdômen causada por suas múltiplas cirurgias, da qual seu intestino estava saindo. Wise relatou ainda que em agosto de 1939, Santa Teresinha curou milagrosamente seu pé ferido, fazendo com que o gesso pesado se partisse e caísse no processo.

As histórias das experiências de Wise se espalharam, fazendo com que centenas de pessoas escrevessem para Wise e visitassem sua casa em busca de cura física e outra ajuda espiritual. Grandes multidões também se reuniam do lado de fora da casa dos Wise nas noites em que Wise dizia que estava esperando uma aparição. Muitas pessoas atribuíram a Wise as curas milagrosas depois de terem visitado sua casa ou recebido água benta de sua casa, e ela desenvolveu uma reputação de "mulher milagrosa". Em 1943, Rita Rizzo, uma adolescente de Cantão que mais tarde ficou conhecida como Madre Angélica, foi levada para ver Wise por sua mãe, em busca de uma cura para a dolorosa doença crônica de estômago de Rizzo. Madre Angélica contou mais tarde como Wise conduziu a duvidosa e enferma Rizzo em uma novena a Santa Teresinha. Ao final de nove dias de oração, o problema estomacal de Rizzo desapareceu repentinamente. Ela acabou se tornando freira sob a orientação de Wise.
Depois de sofrer um derrame no início de julho de 1948, Wise morreu de hipertensão em 7 de julho de 1948, em sua casa em Canton. Durante os dois dias anteriores ao funeral, mais de 14.000 pessoas visitaram seu ataúde. Peregrinos religiosos, muitos de fora de Ohio, continuaram a visitar a casa dos Wise mesmo depois de sua morte e creditaram a ela curas milagrosas.

## Possível canonização
Em novembro de 2012, a Diocese de Youngstown começou a conduzir uma investigação informal sobre a vida e os escritos de Rhoda Wise para determinar se ela poderia ser uma candidata à santidade na Igreja Católica Romana. Após esta investigação, em 2016, o Bispo George V. Murry, da Diocese de Youngstown, declarou Wise uma Serva de Deus, o primeiro passo no caminho para a santidade. Um inquérito diocesano formal foi lançado para determinar se ela pode ser beatificada e, finalmente, canonizada como uma santa. Em julho de 2018, os resultados da investigação diocesana foram apresentados ao Vaticano. No final de novembro de 2018, o Bispo Murry juntamente com o Vigário Geral Mons. Robert Siffrin, Vigário Judicial Mons. Peter Polando, e Postulador da Causa (e ex-Vigário Judiciário) Mons. Michael Cariglio Jr. foram a Roma para se encontrar com a Congregação para as Causas dos Santos e examinar os documentos que foram apresentados em julho daquele ano, eventualmente submetendo as conclusões e resultados ao Papa Francisco na esperança de que ela o faça em breve ser declarada Venerável.

## Legado

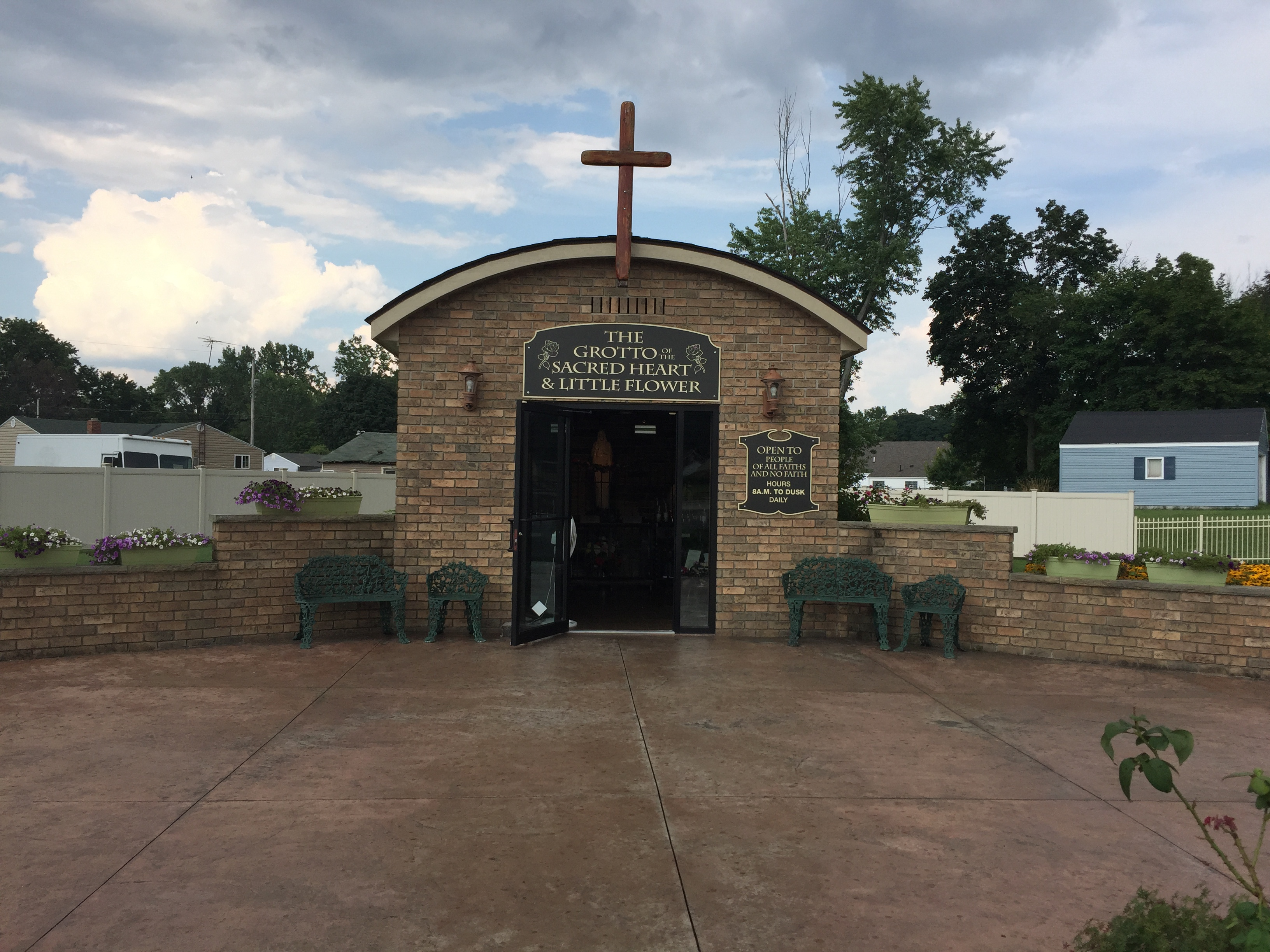
A Gruta do Sagrado Coração e Florzinha no Santuário de Rhoda Wise, agosto de 2017

Após a morte de Wise, sua filha adulta Anna Mae Wise continuou a receber peregrinos na casa da família Wise em Canton, mantendo-a aberta ao público por 47 anos. Quando Anna Mae morreu em 1995, ela deixou a casa para Madre Angélica e EWTN, que manteve a casa aberta para visitantes. Em 2001, a casa foi renovada e vários problemas estruturais reparados, mas o quarto que foi o local das alegadas aparições foi deixado intacto. Uma capela de oração separada, a Gruta do Sagrado Coração e Florzinha, foi erguida em 2003 ao lado da casa.
O Rhoda Wise Shrine, incluindo a casa, o terreno e a capela de oração, é agora uma associação privada de fiéis que foi aprovada para as devoções dos visitantes pelo Bispo Murry da Diocese de Youngstown.
Uma biografia de Wise, Her Name Means Rose: The Rhoda Wise Story, de Karen Sigler O.F.S., foi publicada pela EWTN em 2000.